# Annabelle: Creation
Annabelle: Creation (titulada Annabelle 2: La creación en Hispanoamérica) es una película de terror sobrenatural estadounidense de 2017 dirigida por David F. Sandberg y escrita por Gary Dauberman. Es una precuela de Annabelle de 2014 y la cuarta entrega The Conjuring Universe. Es protagonizada por Stephanie Sigman, Talitha Bateman, Lulu Wilson, Anthony LaPaglia y Miranda Otto, y representa el origen de la muñeca poseída Annabelle. Además, regresan brevemente a la película Annabelle Wallis, Brian Howe y Kerry O'Malley, actores de la cinta anterior.
Annabelle: Creation fue estrenada en el LA Film Festival el 19 de junio de 2017, y fue estrenada en Estados Unidos el 11 de agosto de 2017. La película ha recaudado más de 306 millones de dólares en todo el mundo y ha recibido críticas positivas de los críticos, elogiando el ambiente y las actuaciones, y señalándola como una mejora con respecto a su predecesora.

## Argumento
En 1943, el fabricante de muñecas Samuel Mullins (Anthony LaPaglia) está elaborando un nuevo trabajo: la muñeca que más tarde sería conocida como Annabelle. Mientras trabaja, Samuel recibe una pequeña nota de su hija Annabelle, apodada "Bee", para jugar al escondite. Samuel la encuentra y comienza a hacerle cosquillas, unido con su esposa, Esther (Miranda Otto).
Más tarde, la familia Mullins va a la iglesia. Un señor le pregunta a Samuel cuándo estará listo su próximo lote de muñecas, a lo que Esther le responde que ya están terminadas. En el camino a casa, uno de los neumáticos se desinfla. Esther ve venir un automóvil e intenta detenerlo. Mientras Samuel quita el neumático, el freno se suelta. Annabelle corre a la carretera para recogerlo, pero no ve venir un auto y muere atropellada.
En 1955, la hermana Charlotte (Stephanie Sigman) viaja en una furgoneta con seis niñas huérfanas: Janice, Linda, Carol, Nancy, Kate y Tierney. Janice y Linda son las mejores amigas, pero Janice presenta una discapacidad en uno de sus miembros inferiores debido a que sufrió de poliomielitis. La furgoneta llega a la casa de los Mullins, que han aceptado que sea su nuevo hogar. Se revela que Esther sufrió un accidente años antes y Samuel le muestra a Janice una silla salvaescaleras, hecha originalmente para Esther, para que pueda usarla para subir y bajar las escaleras.
Las niñas se dirigen a sus nuevas habitaciones, donde Janice y Linda logran compartir una habitación para ellas solas. Más tarde, Janice intenta entrar en lo que solía ser la habitación de Annabelle, pero Samuel le dice que la habitación debe permanecer cerrada todo el tiempo.
Luego, las niñas salen a explorar alrededor de la zona. Linda se queda para que Janice no se sienta sola, pero ella no quiere ser tratada de manera diferente debido a su condición y deja que Linda salga a jugar con las demás. Mientras está sola, Janice siente una presencia cerca de ella. Una figura reflejada en el espejo camina hacia ella, pero cuando Janice se da la vuelta no ve nada.
Durante la cena, las niñas observan brevemente la habitación de Esther. Carol se asoma y observa la silueta de Esther mientras se acerca a Samuel. Por la noche, Janice despierta y sale de su habitación. La habitación de Annabelle está abierta, y ella entra con cuidado, encontrando la vieja casa de muñecas de Annabelle y algunos de sus juguetes, además de una llave que abre una puerta oculta en la habitación. Janice abre la puerta y encuentra una habitación cubierta con páginas de la Biblia. Sentada allí está la muñeca que Samuel hizo al inicio de la historia. Janice se asusta por la muñeca, así que cierra la puerta, pero ésta se abre nuevamente cada vez que ella la vuelve a cerrar. Janice observa a Samuel desde la ventana y corre de vuelta a su habitación antes de que él la atrape. 
Más tarde, Carol y Nancy pasan la noche contando historias de fantasmas sobre Esther, como si ella estuviera muerta y su espíritu persiguiera a otros. Ambas escuchan la campana que Esther utiliza para llamar a Samuel y comienzan a ponerse nerviosas. Ellas escuchan pasos hasta que todo se silencia. De repente, una mano agarra a Carol y una mujer fantasmal aparece a lado de ambas. Charlotte entra a la habitación cuando escucha a las niñas gritando.
Charlotte se disculpa con Samuel por las molestias que las niñas pueden estar causando. Luego, charlando, le muestra una fotografía de sí misma con su antiguo convento. Samuel nota a una monja en la fotografía que Charlotte no había visto antes.
Nuevamente, Janice se despierta mientras todos duermen. Abandona su habitación una vez más y Linda la atrapa entrando en la habitación de Annabelle. Linda se va por miedo a meterse en problemas mientras que Janice escucha ruidos y observa una figura en las sombras. Ve a Annabelle en su propia habitación y ésta le pregunta amablemente: ¿Me ayudas?, a lo que Janice responde: ¿Qué necesitas?, Annabelle se da la vuelta mostrando una cara demoníaca, diciendo: "¡Tu alma!". Ella intenta escapar por la silla salvaescaleras, pero la entidad la lanza al aire y la deja caer desde el segundo piso.
Janice es hospitalizada y después de un breve tiempo regresa a la casa en silla de ruedas. Samuel entra en la habitación de Esther para atenderla, y el da a entender que algo que ellos experimentaron en el pasado está volviendo a suceder, aunque Esther piensa que lo que le pasó a Janice fue solo un accidente.
A la mañana siguiente, Charlotte deja que Janice tome un poco de sol fuera de la casa, mientras las demás niñas juegan. En ese momento, la entidad, bajo la apariencia de Charlotte, encierra a Janice en el cobertizo. Ella intenta escapar pero es atrapada por Annabelle, que regurgita bilis negra por su garganta y logra poseerla con éxito.
Cuando Charlotte logra liberarla del cobertizo, encuentra a Janice completamente tranquila, pero Linda sabe que algo está mal con ella. Linda le confiesa a Samuel que ella y Janice entraron en la habitación de Annabelle, pero él sólo reacciona cuando Linda le menciona la muñeca. Furiosamente, Samuel le ordena que nunca se acerque a la muñeca.
Samuel entra en la casa y encuentra a la muñeca sentada en la mesa del comedor. Al lado de ella hay una nota que dice: "Te encontré". La entidad toma la apariencia de Janice antes de esconderse en las sombras y revelar su verdadera forma a Samuel. Él sostiene una cruz frente a la entidad, sólo para que ésta le rompa los dedos y demás huesos, matándolo. Charlotte entra en la casa buscando a Samuel y encuentra su cadáver junto a la muñeca. Esa noche, Linda encuentra a la muñeca y corre a un pozo para deshacerse de ella. Charlotte la sigue mientras Linda arroja la muñeca al pozo. Ella se aleja, pero escucha un ruido en el pozo. Linda observa dentro y casi es arrastrada al pozo por el demonio, sólo para ser rescatada por Charlotte. Ella cierra la tapa del pozo a la vez que algo intenta escapar, y las dos corren nuevamente a la casa para buscar a Janice, encontrando nuevamente a la muñeca.
Charlotte se dirige a la habitación de Esther y le pregunta acerca de la muñeca. Esther se aterroriza al verla, pero le dice la verdad a Charlotte. Después de que Annabelle murió, ella y Samuel estaban triste por la pérdida. Ellos fueron contactados por un espíritu que tomó la forma de Annabelle. Les preguntó si podía quedarse dentro de la muñeca. Samuel y Esther aceptaron y se sintieron felices al principio, sabiendo que "Annabelle" estaba de vuelta con ellos, hasta que se dieron cuenta de que la presencia no era su hija y un día la entidad atacó a Esther y le arrancó un ojo. Ella se quita su máscara de porcelana y le revela su cara desfigurada a Charlotte. Luego le cuenta que la muñeca fue encerrada en la habitación con escrituras de la Biblia después de que toda la casa fuera bendecida por un sacerdote y además le deja en claro que la muñeca es malvada.
Charlotte se prepara para abandonar la casa con las niñas, pero no puede encontrar a Janice. Las niñas van en busca de Janice, sólo para ser atacadas por el demonio. Janice aparece y el demonio dentro de ella hace levitar a Charlotte, golpeándola brutalmente contra un espejo. Carol, Nancy, Kate y Tierney escapan de la casa, pero Carol es encerrada en el cobertizo y atacada por un espantapájaros poseído, aunque logra escapar antes de que el espantapájaros la atrape.
Las niñas deciden que no pueden irse sin Esther y van a su habitación para recogerla, sólo para descubrir que el demonio ya la ha asesinado, partiéndola a la mitad y dejando la mitad superior colgada de una pared. El cadáver de Esther Mullins (Alicia Vela-Bailey) es poseído por el demonio e intenta atacar a las niñas, pero ellas logran escapar.
Una poseída Janice intenta atacar a Linda con un cuchillo hasta que Charlotte corre a la habitación de Annabelle con la muñeca. Janice la encuentra e intenta apuñalarla, pero Charlotte logra encerrarla en el armario junto a la muñeca. Charlotte y Linda escapan de la casa junto a las demás niñas.
A la mañana siguiente, la policía llega a la casa y entra a la habitación de Annabelle. Al abrir el armario, solamente encuentran a la muñeca sentada y un agujero en la pared por donde Janice escapó. Ella no puede ser hallada en ninguna parte de la casa. Charlotte y las niñas abandonan la casa de los Mullins en la furgoneta con Linda extrañando a su mejor amiga.
Algún tiempo después, Pete y Sharon Higgins llegan a un orfanato en Santa Mónica, California. Ellos encuentran a Janice, ahora con el nombre de Annabelle y la adoptan. Incluso, ellos le regalan una muñeca Raggedy Ann.
En 1967, los Higgins están durmiendo hasta que escuchan un ruido. Pete va a investigar, pero es sorprendido por Annabelle que ahora forma parte de un culto satánico, y muere cuando ella le corta la garganta. El novio de Annabelle entra en la habitación y asesina a Sharon. En la casa de al lado, Mía y John Form despiertan debido a los ruidos procedentes de la casa de los Higgins, y Mía le pide a John que vaya a investigar. 

## Personajes
- Stephanie Sigman como la Hermana Charlotte.
- Talitha Bateman como Janice / Annabelle Higgins.
  - Tree O'Toole como una adulta Janice / Annabelle Higgins.
- Lulu Wilson como Linda.
- Anthony LaPaglia como Samuel Mullins.
- Miranda Otto como Esther Mullins.
  - Alicia Vela-Bailey como la diabólica Esther Mullins.
- Grace Fulton como Carol.
- Philippa Coulthard como Nancy.
- Samara Lee como Annabelle "Bee" Mullins / La Muñeca de Annabelle.
- Tayler Buck como Kate.
- Lou Lou Safran como Tierney.
- Mark Bramhall como el padre Massey.
- Adam Bartley como el oficial Fuller.
- Lotta Losten como la agente de adopción.
- Joseph Bishara como el demonio de Annabelle.
- Brian Howe como Pete Higgins.
- Kerry O'Malley como Sharon Higgins.
- Annabelle Wallis como Mia Form (cameo).
- Ward Horton como John Form (cameo).
- Patrick Wilson como Ed Warren (cameo).
- Bonnie Aarons como Valak / La monja

## Producción

### Desarrollo
En octubre de 2015, se confirmó que una secuela de Annabelle estaba en desarrollo. David F. Sandberg reemplazó a John R. Leonetti como director de la secuela en marzo de 2016. Sandberg se describió a sí mismo como un fan de la franquicia, sobre todo de la primera película, ya que, según sus palabras, era "más que un clásico, una película de terror de la vieja escuela, de muchas maneras". James Wan y New Line Cinema se acercaron a Sandberg para dirigir la secuela durante la posproducción de Lights Out, después de que quedaron impresionados por los primeros cortes de aquella película. Sandberg y Wan se habían conocido durante la producción de Lights Out, ya que la película había sido producida por Atomic Monster Productions, compañía propiedad de Wan. Sandberg no quería dirigir otra secuela de fórmula de terror, pero después de leer el guion y darse cuenta de cómo era diferente de la primera película, accedió a dirigirla. Se sintió atraído por ella ya que era una película independiente, y como resultado de lo cual tenía más libertad creativa. El hecho de que se trataba de una pieza de época lo hizo más atractivo para él. El guionista de la primera película, Gary Dauberman, volvió a escribir el guion para esta cinta, con Peter Safran y James Wan regresando para producirla. En marzo de 2017, Sandberg reveló que la película sería una precuela de la película original de Annabelle, y que se titularía Annabelle: Creation.
Sandberg aseguró que habría referencias a la película de terror psicológico The Haunting, de 1963, debido a su uso de la cinematografía de CinemaScope y citó el resultado de The Shining como la mayor inspiración para la música escalofriante de la película. Él también prestó la inspiración de la sensación de la "vieja escuela" de The Conjuring. Confió en la tensión y el suspenso en comparación con los sustos previsibles y baratos del salto. A diferencia de su primera película, Lights Out, en la que meticulosamente planeaba cada escena de antemano, Sandberg utilizó un enfoque diferente para Annabelle: Creation, con la cual "se inspiró en el conjunto y el momento" y por lo tanto no se preparó con extensos storyboards o diagramas, en lugar de confiar en el mantra de "Vamos a resolverlo en conjunto. Vamos a hacer que funcione".
Sandberg suavizó algunas de las facciones de Annabelle para hacerla más creíble como un juguete de niño, con las mejillas llenas y arreglando su sobremordida. Él descubrió que filmar con la muñeca era desafiante ya que el objeto estaba inmóvil, y necesitaba usar otros objetos – como una hoja – para hacerla moverse. El padre Robert fue consultor en la película.

### Casting
En junio de 2016, Talitha Bateman, Miranda Otto y Stephanie Sigman fueron elegidas como las protagonistas de la película. Bateman y sus compañeras actrices Lulu Wilson y Samara Lee ya habían visto The Exorcist, y Samara fue nombrada por Samara Morgan de The Ring, así que a pesar de trabajar en una película de terror, ninguna de las jóvenes actrices fueron perturbadas por el tema de la película, aunque algunas de ellas declararon que se sentían inquietas por la muñeca. Dijeron que no sintieron tensión o temor a lo largo de la producción, y Sandberg comentó que el único reto al trabajar con ellas eran las restricciones en términos de horas en el set, ya que al tratarse de menores de edad no podían trabajar después de la medianoche y horas extra. Bateman era una de las actrices que James Wan había considerado para el papel de Janet en The Conjuring 2. Sin embargo, la parte finalmente fue a Madison Wolfe. Dado que el llamado de casting pedía por un grupo de niñas, esto llevó a Bateman a la audición, en la cual causó una buena impresión en los productores. Su hermano, Gabriel Bateman, protagonizó Lights Out. Wilson hizo una audición para el papel de Linda porque quería interpretar a la protagonista en una cinta de terror, habiendo encarnado a una antagonista en Ouija: El origen del mal. Creation marca su tercera vez protagonizando una película de terror, luego de Deliver Us from Evil y Ouija.
Anthony LaPaglia estuvo de acuerdo en protagonizar la película después de que su hija de 14 años le oyera hablar por teléfono sobre la película y respondiera con entusiasmo a la idea de que su padre asumiera el papel. El actor describió su personaje como "un hombre misterioso, tranquilo y rudo que está de luto tanto por la pérdida de su hija como por la degeneración médica de su esposa. Las jóvenes huérfanas que se trasladan a la ahora dilapidada casa le temen". Para entrar en el personaje, se mantenía alejado de las jóvenes actrices mucho en el set, para que durante la filmación, naturalmente él no les agradara mucho.
Además, Annabelle Wallis retomó su personaje de Mia Form, de la película anterior, lo mismo que los actores Ward Horton, Kerry O'Malley y Brian Howe.

### Rodaje
La fotografía principal comenzó el 27 de junio de 2016 en Los Ángeles, California, en los Warner Bros. Studios, Burbank, y concluyó el 15 de agosto de 2016. Sandberg decidió utilizar steadicams y travellings, debido a la ambientación de la película, ya que quería mantener la sensación de la "vieja escuela" de las dos primeras películas de The Conjuring. De acuerdo con Sandberg, él no cree en fantasmas o entidades demoníacas, diciendo: "No he experimentado nada en la vida que me lleve a creer que existan". Sandberg informó que la actriz Stephanie Sigman, quien interpretó a la hermana Charlotte, estaba "un poco asustada por esa muñeca" y, después de oír que un sacerdote había bendecido el set deThe Conjuring 2, solicitó el mismo ritual para esta película.
Son destacables las múltiples referencias a "El maravilloso mago de Oz", de L. Frank Baum, que se muestran a lo largo de la cinta. Desde una pequeña figura de Dorothy Gale en la casa de muñecas, pasando por el espantapájaros que cuelga de la pared, el hacha del hombre de hojalata en el granero, el peluche del León en el dormitorio y los zapatos rojos de Annabelle en su versión fantasmal.

## Música
El 23 de noviembre de 2016, Benjamin Wallfisch fue contratado para componer la música para la película. WaterTower Music lanzó el álbum de la banda de sonido el 4 de agosto de 2017.

## Estreno
La película se fijó inicialmente para ser estrenada el 19 de mayo de 2017. Luego, el estreno fue trasladado al 11 de agosto de 2017, para evitar la competencia con Alien: Covenant. La película se estrenó en el LA Film Festival el 19 de junio de 2017.

## Recepción
En el sitio web especializado Rotten Tomatoes la película tiene una calificación de aprobación del 70% sobre la base de 151 comentarios, con una calificación promedio de 6.2/10. El consenso crítico del sitio afirma: "Annabelle: Creation añade otro capítulo fuerte a la franquicia Conjuring – y ofrece pruebas adicionales de que las muñecas de aspecto extraño permanecen confiablemente aterradoras". El sitio web Metacritic asignó a la película una cuenta media ponderada de 62 sobre 100, basada en 28 críticos, indicando "críticas generalmente favorables". Las audiencias encuestadas por CinemaScore dieron a la película una calificación promedio de "B" en una escala de A+ a F, la misma puntuación obtenida por la primera película de Annabelle.
Justin Lowe,, de The Hollywood Reporter la calificó de "perversamente aterradora", y dijo que era "más cercana en tono y psicología de táctica de la vieja escuela a la película original que The Conjuring 2 o Annabelle". Peter Debruge, de Variety, mientras que criticó la trama, dijo que la película, sin embargo, "logra evocar algunos sustos efectivos", y que "esta película de terror, eficaz, pero vacía, va a mostrar cómo las audiencias ansiosas están asustadas y cómo incluso una muñeca fea puede hacer el truco cuando el espíritu está dispuesto". Similarmente, Chris Hewitt, de Empire, sintió que mientras la película "no puede sostener una vela parpadeante a las cintas dirigidas por James Wan en la saga... tiene un montón de shocks decentes, y una extraña sorpresa genuina en la manga".

## Premios y nominaciones
| Año  | Premiación                 | Categoría   | Nominado(s)                  | Resultado |
| ---- | -------------------------- | ----------- | ---------------------------- | --------- |
| 2017 | 18th Golden Trailer Awards | Best Horror | New Line Cinema Buddha Jones | Nominada  |